# Corrado Bafile
Corrado Bafile (L'Aquila, 4 luglio 1903 – Roma, 3 febbraio 2005) è stato un cardinale e arcivescovo cattolico italiano.
Fu il cardinale più longevo della storia, essendo morto all'età di 101 anni, 6 mesi e 29 giorni.

## Biografia
Ultimo dei dodici figli del medico Vincenzo e di Maddalena Tedeschini D'Annibale, fratello della medaglia d'oro al valor militare Andrea, dopo la maturità classica conseguita all'Aquila si trasferì in Germania, per studiare chimica presso l'Università di Monaco; optò poi per la facoltà di giurisprudenza e nel 1926 si laureò in legge presso l'Università "La Sapienza" di Roma.
Si dedicò per un certo periodo alla professione forense nella sua città natale, ma nel 1932, dopo la morte di uno dei suoi fratelli, maturò la sua vocazione sacerdotale e iniziò gli studi teologici e filosofici presso la Pontificia Università Gregoriana e il Seminario Maggiore di Roma.

### Il sacerdozio
L'11 aprile 1936 venne ordinato sacerdote: nel 1939 conseguì il dottorato in diritto canonico presso la Pontificia Università Lateranense e perfezionò gli studi in affari diplomatici presso la Pontificia accademia ecclesiastica.

### La carriera diplomatica
Nello stesso anno entrò nel servizio diplomatico della Santa Sede come addetto alla Segreteria di Stato e iniziò a prestare il suo servizio pastorale presso il sodalizio degli abruzzesi di Roma e come cappellano della Legione di Maria, di cui fu anche direttore nazionale. Con l'elezione al soglio pontificio di Giovanni XXIII, Bafile venne scelto come assistente personale dal nuovo papa e venne nominato cameriere segreto. Il 13 febbraio 1960 venne eletto arcivescovo titolare di Antiochia di Pisidia da Giovanni XXIII, che lo consacrò nella Cappella Sistina il 19 marzo successivo, e venne nominato nunzio apostolico in Germania: si occupò della stipula di numerosi accordi e concordati tra la Santa Sede e i vari stati federati tedeschi; allora conobbe anche Joseph Ratzinger, a cui rimase sempre legato da un profondo rapporto di stima e fiducia.
Partecipò ad alcune fasi del Concilio Vaticano II.

### Cardinalato
Il 18 luglio 1975 papa Paolo VI lo nominò pro-prefetto della Congregazione delle cause dei santi e lo creò cardinale diacono del titolo di Santa Maria in Portico Campitelli nel concistoro del 24 maggio 1976: assunse così la carica di prefetto. In seguito fu promosso a cardinale presbitero. Partecipò al conclave dell'agosto 1978, che elesse Giovanni Paolo I, e a quello dell'ottobre dello stesso anno, in cui risultò eletto Giovanni Paolo II.
Il 27 giugno 1980 il cardinal Bafile lasciò la prefettura. Morì il 3 febbraio 2005 presso la clinica Pio XI di Roma per le complicazioni di un'influenza.
Le esequie si tennero il 5 febbraio alle ore 11 all'Altare della Cattedra della Basilica di San Pietro in Vaticano; la liturgia esequiale venne presieduta, a nome del Santo Padre, dal cardinale Joseph Ratzinger, allora decano del Collegio cardinalizio.
Fu sepolto dapprima presso la tomba di famiglia nel cimitero monumentale dell'Aquila, ma il suo corpo fu poi traslato nella chiesa di Santa Maria Paganica, in cui aveva ricevuto il battesimo.

## Genealogia episcopale
La genealogia episcopale è:
- Cardinale Scipione Rebiba
- Cardinale Giulio Antonio Santori
- Cardinale Girolamo Bernerio, O.P.
- Arcivescovo Galeazzo Sanvitale
- Cardinale Ludovico Ludovisi
- Cardinale Luigi Caetani
- Cardinale Ulderico Carpegna
- Cardinale Paluzzo Paluzzi Altieri degli Albertoni
- Papa Benedetto XIII
- Papa Benedetto XIV
- Papa Clemente XIII
- Cardinale Bernardino Giraud
- Cardinale Alessandro Mattei
- Cardinale Pietro Francesco Galleffi
- Cardinale Filippo de Angelis
- Cardinale Amilcare Malagola
- Cardinale Giovanni Tacci Porcelli
- Papa Giovanni XXIII
- Cardinale Corrado Bafile